# Tutem
Tutem is een bestuurslaag in het regentschap Timor Tengah Selatan van de provincie Oost-Nusa Tenggara, Indonesië. Tutem telt 2211 inwoners (volkstelling 2010).